# مغامرة منزل آبي جرينج
مغامرة منزل آبي جرينج (بالإنجليزية: The Adventure of the Abbey Grange)‏ واحدة من 56 قصة قصيرة من قصص شيرلوك هولمز التي قام بكتابتها السير آرثر كونان دويل. وتعد واحدة من 13 قصة قصير من سلسلة عودة شيرلوك هولمز، نشرت في عام 1904.

## الترجمة العربية
مغامرة منزل آبي جرينج، مؤسسة هنداوي، ترجمة زينب عاطف ومراجعة محمد فتحي خضر.